# II Zw 96
II Zw 96 (również ZW II 96) – połączona para galaktyk znajdująca się w gwiazdozbiorze Delfina w odległości około 500 milionów lat świetlnych od Ziemi. W układzie tym ogromne regiony powstawania nowych gwiazd są zawieszone pomiędzy jądrami łączących się galaktyk.